# Sant Martí de Sorbet
Sant Martí de Sorbet és una església del municipi de Viladecavalls (Vallès Occidental) inclosa en l'Inventari del Patrimoni Arquitectònic de Catalunya.

## Descripció
Es tracta d'un edifici de planta basilical de tres naus. L'absis poligonal, orientat al nord, està al mateix nivell que la nau central. La teulada, a dos nivells segons l'alçada de la nau, té el carener perpendicular a la façana principal. L'aparell es troba arrebossat i les cobertes són de teules àrabs.
L'antiga capella romànica, d'una sola nau, ocupa l'espai de l'actual cor de l'església i la caixa del campanar. Es conserva el mur oest, amb una porta d'accés, ara tapiada, d'arc de mig punt adovellada. A la part superior de la porta, centrada, hi ha una finestra, també tapiada, d'arc de mig punt.
L'interior de l'església presenta una nau central coberta amb una volta de canó amb llunetes dividida per arcs diafragmàtics, els quals es recolzen sobre una cornisa. En els murs laterals, on hi ha les llunetes, s'obren òculs amb els vitralls decorats amb els símbols dels evangelistes. Les naus laterals s'obren a la central mitjançant arcs de mig punt que arrenquen d'una cornisa que decora els pilars. Les naus laterals estan cobertes per voltes d'aresta. En les naus laterals s'obren algunes fornícules on s'ubiquen imatges de sants. Als peus s'hi troba un cor i un rosetó amb vitralls.
A l'altar major hi ha el Retaule de Sant Martí, de línies arquitectòniques, del mateix moment que es va construir l'església.
El campanar està adossat a l'església com una prolongació de la façana principal i del mur de l'est. És de planta quadrada i els seus murs es troben arrebossats i pintats de blanc com la resta de parament que conforma l'església. Presenta tres registres de divisió ben diferenciats per motllures en ressalt i dessota ornamentades amb una sanefa d'arcuacions cegues. Tot el cos es troba rematat per merlets esglaonats. En el primer registre, a la cara de la façana principal, s'obre una porta d'accés al campanar. En el segon registre, hi ha un senzilla finestra d'arc rodó i s'hi ubica el rellotge. En el mateix registre però a la cara lateral, hi ha una finestra tapiada que s'obre seguint la mateixa tipologia de finestra d'arc rodó amb motllura exterior. Aquest registre presenta un tram més llarg que els altres. En el tercer registre hi ha finestres de la mateixa tipologia amb motllura superior, en l'obertura del qual es troben suspeses les campanes.
La façana principal té una decoració similar al campanar. A la part baixa s'obre la porta d'entrada precedida per una petita escalinata. La porta és de tipologia rectangular amb un emmarcament de pedres ben treballades i motllures al llarg de la línia de d'intradós, tant en els brancals com a la llinda. A la part superior, i a partir d'un arc rebaixat; les pedres que conformen la llinda presenten un tractament ondulat i arrodonit als extrems. A la clau de l'arc hi ha una imatge de Sant Martí oferint la meitat de la seva capa a un pobre; aquest relleu és força esquemàtic i sense volum.
Marcant la meitat de la façana hi ha una cornisa amb un gran ràfec i línia d'arquets cecs a sota. Per sobre hi ha una petita rosassa i, coronant la façana, es torna a trobar el motiu de la cornisa de molta volada amb uns arquets cecs decorant la part inferior. Per sobre de la cornisa es pot veure una creu de pedra.
La reixa d'accés a la zona del baptisteri està ubicada entrant al temple, a mà dreta. És feta de ferro forjat i està formada per dues fulles de tipologia rectangular amb l'acabament superior semicircular rodó. Les fulles rectangulars estan formades per barres rodones en sentit vertical, quatre a cada fulla, que a la vegada estan dividides horitzontalment en tres registres per barres planes amb elements decoratius adossats dins la tipologia dels «reganyols»; decoració que alterna l'element en punxa i espiral. A la part inferior hi ha una sanefa decorativa en espiral. A la part superior, l'arcada rodona inscriu una decoració fistonejada per l'intradós; després, centrant el semicercle, hi trobem tres cercles: el de l'esquerra inscriu el monograma JHS, el central té una decoració floral, i el de la dreta hi inscriu el monograma M (Maria). Dessota, al bell mig, hi consta la data 1867. Els tres cercles es troben rodejats per l'exterior per un dibuix de cresteria.

## Història
Parròquia que té com a precedent l'antiga parròquia de Sant Martí de Sorbet del terme de Terrassa i del seu castell, prop de la casa forta de Cavall Sobirà, un dels antics nuclis de població de Viladecavalls juntament amb Cavall Jussà. Aquesta antiga parròquia de Sant Martí té una data de consagració del 17 d'abril de 1096, pel bisbe de Barcelona Folc, on es documenta que hauria estat erigida pels habitants de Sorbet, dins del terme de l'església de Sant Pere d'Ègara. Només se'n conserva una paret, que passà a conformar l'església actual construïda entre el 1785 i 1797. La construcció d'aquest nou temple comportà gairebé a la total desaparició del l'edifici romànic.
El cos del campanar consta que fou començat a finals del segle xix (1883). L'any 1922 s'hi col·loquen les campanes i l'esfera del rellotge que només queda present en la façana principal.